# Mbaqanga
Mbaqanga (auch Township Jive) ist ein Musikstil des 20. Jahrhunderts in Südafrika, der Zulu-Traditionen mit modernen Soul-, Jazz- und Reggae-Einflüssen verbindet. Mbaqanga ist ursprünglich der Name eines einfachen Maisbreis, der für viele arme Südafrikaner die Hauptnahrung darstellte. 
Mbaqanga entstand in den frühen 1960er Jahren in Soweto und wurde von Anfang an auf Tanzveranstaltungen und anderen fröhlichen Festen gespielt. Wichtigster Pionier der Stilrichtung ist die Makgona Tsohle Band. Es handelt sich um einen flotten, Elemente des Kwela aufgreifenden Sound, der gut tanzbar ist und dem Afro-Pop nahesteht, manchmal aber auch fließend in den Reggae übergeht wie bei Lucky Dube. 
Einen Versuch, den Mbaqanga in Europa bekannt zu machen, unternahm 1986 Malcolm McLaren. Er lizenzierte zwölf Aufnahmen der Mahotella Queens, der Dark City Sisters, der Mgababa Queens und von Irene & The Sweet Melodians, die alle ursprünglich 1974 bei der Mavuthela Music Company erschienenen waren, und veröffentlichte sie auf der Kompilation Duck Food (Earthworks Records). Internationale Bekanntheit erlangte der Mbaqanga dann durch Paul Simons Album Graceland (1986), das stark durch Ray Phiris Gitarrenspiel und den Gesang von Ladysmith Black Mambazo geprägt ist.
Weitere wichtige Vertreter des Mbaqanga sind Yvonne Chaka-Chaka, Sipho Mabuse, Mahlathini und Stimela.
Die in den 1950er Jahren entstandene gesungene Version des Mbaqanga ist der Mqashiyo und eine in den 1980er Jahren als südafrikanische Popmusik gebildete Variante ist die Bubblegum-Musik.